# Вильгельм I (император Германии)
Вильгельм I Фридрих Людвиг (нем. Wilhelm I. Friedrich Ludwig; 22 марта 1797, Дворец кронпринцев, Берлин — 9 марта 1888, Берлин) — император Германской империи (кайзер) с 18 января 1871 года, регент прусского королевства с 7 октября 1858 года по 2 января 1861 года, король Пруссии со 2 января 1861 года. Первый правитель объединённой Германии.

## Ранние годы
Будущий король и император родился 22 марта 1797 года в Кронпринценпале в Берлине. Был вторым сыном принца Фридриха Вильгельма, сына короля Фридриха Вильгельма II и Луизы Мекленбург-Стрелицкой, при этом не ожидалось, что Вильгельм вступит на престол. Его дед умер в год его рождения, в возрасте 53 лет в 1797 году, его отец Фридрих Вильгельм III стал королём. Он получил образование с 1801 по 1809 год от Иоганна Фридриха Готлиба Дельбрюка, который также отвечал за образование брата Вильгельма, наследного принца Фридриха Вильгельма. В двенадцать лет отец назначил его офицером в прусской армии. 1806 год ознаменовался разгромом Пруссии Францией в битве при Йене-Ауэрштедте и ликвидацией Священной Римской империи.
Боевое крещение Вильгельм принял в 1814 году во время войны шестой коалиции против Наполеона Бонапарта; как сообщается, Вильгельм показал себя очень смелым солдатом — он был произведён в капитаны и награждён Железным крестом за действия в Бар-сюр-Об. Война и борьба против Франции оставили неизгладимый след на его дальнейшей политике, тогда же он приобрёл антипатию к французам.
В 1815 году Вильгельм получил звание майора и командовал батальоном 1-го гардерегфорда. Он сражался при Гебхарде Леберехте фон Блюхере в битвах при Линьи и Ватерлоо. После 1815 года стал дипломатом, занимаясь дипломатическими миссиями; в частности, в 1817 году он сопровождал в Санкт-Петербург свою сестру Шарлотту, ставшую супругой российского великого князя Николая Павловича (впоследствии императора Николая I) и принявшую православие под именем Александры Фёдоровны.
В 1816 году Вильгельм стал командиром гвардии Штеттинера, а через два года получил звание генерал-майора. В 1819 году Вильгельм был назначен инспектором VII и VIII армейских корпусов. Это сделало его представителем прусской армии в доме Гогенцоллернов. Он выступал за сильную, хорошо обученную и хорошо оснащённую армию. В 1820 году Вильгельм стал командиром 1-й Гардивизии, а в 1825 году — получил звание генерала командующего III армейским корпусом.
В 1826 году Вильгельм был вынужден отказаться от отношений с польской дворянкой Элизой Радзвилл, своей двоюродной сестрой, когда его отец посчитал это неприемлемым. Утверждается, что у Элизы была внебрачная дочь Вильгельма, которую воспитывали Джозеф и Кэролайн Кролл, владельцы Кролль-оперы в Берлине, и ей дали имя Агнес Кролл. Она вышла замуж за Карла Фридриха Людвига Деттмана (известного как «Луи») и эмигрировала в Сидней в 1849 году. У них была семья из трёх сыновей и двух дочерей. Агнес умерла в 1904 году.
В 1829 году Вильгельм женился на принцессе Августе, дочери великого князя Карла Фридриха Саксен-Веймар-Эйзенахского. Их брак был внешне стабильным, но не очень счастливым.

## Военная карьера
Второй сын Фридриха Вильгельма III, Вильгельм не считался потенциальным наследником престола и поэтому получил посредственное образование. Вильгельм посвятил себя военной карьере: служил в армии с 1814 года, сражался против Наполеона, за участие в сражении при Бар-сюр-Обе 27 февраля 1814 года получил Железный крест и русский орден Святого Георгия 4-й степени. Принц также проявил превосходные дипломатические навыки, участвуя в дипломатических миссиях после 1815 года. 20 июня 1817 года был награждён орденом Св. Андрея Первозванного.
За взятие Парижа Вильгельм был произведён в майоры и получил в командование гвардейский батальон, в 1817 он был произведён в полковники, в 1818 году — в генерал-майоры с назначением командиром гвардейской бригады, в 1820 году был назначен начальником гвардейской дивизии, а в 1824 году — командиром III армейского корпуса, в следующем году был произведён в генерал-лейтенанты. Вместе с тем он стал председателем комиссий по пересмотру кавалерийских и пехотных уставов.
После смерти отца в 1840 году и вследствие бездетности брата, короля Фридриха Вильгельма IV, Вильгельм в качестве предполагаемого наследника престола получил титул принца Прусского, был произведён в генералы от инфантерии и назначен председателем совета министров и государственного совета.
Когда вспыхнула революция 1848 года, он в качестве старшего члена государственного министерства подписал указ 18 марта, обещавший конституцию, но ввиду воздвигнутых в Берлине баррикад потребовал, чтобы мятеж был подавлен силой оружия. Его считали реакционером и абсолютистом; народ относился к нему крайне несочувственно. Король и министры сочли более благоразумным удалить его на некоторое время за границу.
Он отправился 22-го марта в Лондон, где находился в сношениях с принцем Альбертом, Пилем, Пальмерстоном, прусским посланником Бунзеном и другими государственными людьми, внимательно следил за развитием франкфуртских конституционных вопросов и вскоре, по собственным словам, «вполне выяснил себе как свое положение, так и положение королевства».
В июне он возвратился в Берлин и произнес в прусском национальном собрании, в которое был избран депутатом, речь для объяснения своих конституционных принципов, но в дальнейших прениях участия не принимал. В 1849 году он был назначен главнокомандующим действующей армией в Бадене и Пфальце. 12 июня он счастливо избежал покушения на свою жизнь, произведённого при Нидер-Ингельгейме, и в продолжение нескольких недель совершенно подавил восстание республиканцев. Назначенный в октябре 1849 году военным губернатором Рейнской провинции и Вестфалии, он избрал своим постоянным местопребыванием Кобленц.
В 1850 году он имел в Варшаве свидание с российским императором Николаем и князем Шварценбергом и старался склонить первого из них в пользу национальных планов Пруссии, но это ему не удалось. Замешательства в курфюршестве Гессенском вызвали мобилизацию армии, главнокомандующим которой был назначен Вильгельм; но Ольмюцкая сделка положила конец этому инциденту. При непопулярности мантейфелевской правительственной системы с её резким феодальным и клерикальным оттенком популярность принца Вильгельма росла год от года.
В 1854 году он получил чин генерал-полковника пехоты в должности генерал-фельдмаршала.
В 1857 году Фридрих Вильгельм IV перенёс инсульт и лишился дееспособности до конца жизни. В октябре 1858 года Вильгельм принял на себя обязанности принца-регента при своём брате.

## Регентство
Вильгельм постоянно стремился к реформе союзной конституции в смысле предоставления Пруссии более влиятельной роли в организации военных сил союза. Противодействие Австрии и среднегерманских государств убедило Вильгельма, что для достижения цели необходимо прежде всего преобразование военного устройства в самой Пруссии, которое он и предпринял, поручив его осуществление новому военному министру, Роону.
Средства, необходимые для приведения этого плана в действие, палата депутатов разрешала выделить только временно или вовсе не разрешала. Так как принц, убеждённый в необходимости предпринятой меры, не делал в этом вопросе никаких уступок и продолжал осуществлять переустройство армии, то отсюда возникло многолетнее столкновение между правительством и палатой, которое привело к падению правительств Гогенцоллерна и Гогенлоэ.

## Король Пруссии
Фридрих Вильгельм IV умер 2 января 1861 года, и Вильгельм взошёл на трон под именем Вильгельм I Прусский, короновавшись в Кёнигсберге.
Студент Оскар Беккер, 14 июля 1861 года стрелявший в короля в Баден-Бадене и причинивший ему незначительное ранение, объявил, что поводом к этому покушению было его убеждение, что Вильгельм не в состоянии выполнить своей задачи относительно германской политики. Когда конституционный конфликт обострился, во главе правительства осенью 1862 года был поставлен Отто фон Бисмарк.
Германская политика Вильгельма обрисовывалась все яснее и яснее. Признание Итальянского королевства, заключение франко-германского торгового договора и меры, принятые против курфюрста гессен-кассельского в кургессенском конституционном вопросе, последовали ещё до назначения Бисмарка. Теперь к этому присоединились отказ со стороны Вильгельма от участия во франкфуртском съезде государей 1863 года, отклонение австрийского проекта реформ и начало германско-датской войны 1864 года .
Вопрос о том, что делать с уступленными Пруссии и Австрии по Венскому миру тремя герцогствами, снова выдвинул на первый план замолкший на время конфликт с Австрией. Конвенция, заключенная в Гаштейне 14 августа 1865 года и оставлявшая Лауэнбург за Пруссией, отдалила лишь на короткое время решение распри. Но Бисмарк настаивал на войне с Австрией. Решение, принятое союзным сеймом 14 июня 1866 года, облегчило королю этот решительный шаг. В воззвании к своему народу (18 июня) он объявил, что отечество в опасности, так как Австрия и большая часть Германии замышляют унижение Пруссии.
Австро-прусская война началась. Вильгельм принял 2 июля главное начальство над армией и 3 июля одержал победу при Кёниггреце. После заключения в Никольсбурге предварительных условий мира Вильгельм 4 августа возвратился в Берлин. К Пруссии были присоединены значительные территории. На основании конституции Северогерманского союза от 1 июля 1867 года Вильгельм был назначен его президентом и принял военное и политическое предводительство над всеми остальными северогерманскими государствами. Союзными договорами, заключёнными с южногерманскими государями, ему было вверено также главное начальство над южно-германскими контингентами войск.
5 июня 1867 года Вильгельм приехал на Парижскую всемирную выставку и был гостем Наполеона III. Были сделаны новые предложения о заключении союза с Францией, но Пруссия отклонила их. Зимой 1868—1869 гг. король одобрил представленный ему начальником генерального штаба Мольтке план войны с Францией.
Франко-прусская война началась в июле 1870 года. Вильгельм 2 августа принял в Майнце начальство над всей германской армией. 11 августа он перешел французскую границу, лично командовал в битвах при Гравелотте (18 августа) и при Седане (1 сентября). С 5 октября 1870 года по 7 марта 1871 года его штаб-квартира находилась в Версале, откуда он руководил военными операциями на всё более расширявшемся театре военных действий и политическими переговорами, клонившимися к основанию Германской империи и к заключению мира.

## Император Германской империи
После Франко-прусской войны 18 января 1871 года Вильгельм был провозглашён германским императором во Франции, в Версальском дворце короля Людовика XIV. Вслед за этим Северогерманский союз (1867—1871) был преобразован в Германскую империю (нем. Deutsches Reich, 1871—1918).
Германская империя была федерацией; император являлся главой государства и президентом (первым среди равных) федеральных монархов (короли Баварии, Вюртемберга, Саксонии, великие герцоги Бадена и Гессена и др., в том числе сенаты свободных городов Гамбурга и Бремена). Вильгельм принял титул германского императора неохотно, он предпочёл бы именоваться императором Германии, но этот титул не устраивал федеральных монархов.
Притязания клерикальной партии и отказ епископов от безусловного признания государственных законов привели к полному разрыву с прежней церковно-политической системой. Возникла так называемая культурная борьба (нем. Kulturkampf), во время которой Вильгельм подписал принятые прусским и германским сеймами церковные законы, а на письмо папы Пия IX отвечал 3 сентября 1873 года указанием на неповиновение католического духовенства светским властям и протестом против заявленного папой притязания быть главой всего христианства.
Укреплению внешнего мира содействовали дружественные отношения, которые император Вильгельм поддерживал с самыми могущественными из иностранных государей. При его встречах с австрийским императором Францем-Иосифом в 1871 году был положен конец вражде 1866 года и восстановлена старинная дружба. При встрече трёх императоров в Берлине, происходившем с 6 по 11 сентября 1872 года, установлено было согласие трёх монархов во всех главнейших политических вопросах.
Центр тяжести европейской политики был перенесен в Берлин. Среди этих успехов неожиданно совершено было покушение на жизнь императора Вильгельма. 11 мая 1878 года подмастерье жестяных дел Макс Хедель дважды выстрелил из револьвера, когда Вильгельм проезжал в открытом экипаже с великой герцогиней Баденской по улице Унтер-ден-Линден. Император остался невредим, злоумышленник был задержан. Результатом этого было внесение в рейхстаг закона о социалистах, но 24 мая он был отвергнут. 2 июня, когда император, сидя один в коляске, ехал в Тиргартен, из окна второго этажа дома № 18 на Унтер-ден-Линден были сделаны в него дробью два выстрела, причем император получил несколько тяжких ран. Виновник покушения, доктор Карл Эдуард Нобилинг, нанесший самому себе опасную рану, был арестован на месте преступления. Хедель был обезглавлен в Берлине 16 августа 1878 года; Нобилинг умер 10 сентября 1878 года от последствий нанесенной им себе раны.
До своего выздоровления Вильгельм возложил на наследного принца ведение высших правительственных дел. Вновь избранный рейхстаг был открыт 4 сентября, и предложенный ему закон о социалистах принят 19 октября, с некоторыми изменениями. 5 декабря император вновь вступил в управление государством.
В конце своего царствования Вильгельм задумал социальные реформы. Он обратился к рейхстагу с посланиями от 17 ноября 1881 и 14 апреля 1883 года, вследствие которых изданы были в 1883 году — закон о кассах для больных рабочих, в 1884 году — закон о страховании против несчастных случаев, и в 1885 году оба эти закона распространены на рабочих, служащих в разных транспортных учреждениях, а в 1886 году — на земледельческих и лесохозяйственных рабочих. В рескрипте императора от 4 января 1882 года стремлению оппозиционных партий ввести парламентский образ правления было противопоставлено конституционное право прусского короля лично руководить политикой своего правительства.
Охлаждение старинной дружбы между Пруссией и Россией, наступившее после Берлинского конгресса, побудило Вильгельма устроить 3 сентября 1879 года свидание с императором Александром II в Александрове. Так как это свидание осталось без результата, то он подписал заключенный князем Бисмарком 15 октября 1879 года с Австро-Венгрией оборонительный союз, к которому в 1883 году присоединилась и Италия. Благодаря ежегодным свиданиям, происходившим между императорами Вильгельмом и Францем-Иосифом в Гаштейне, этот союз становился все твёрже и теснее.
В последние годы жизни кайзер Вильгельм пользовался большой популярностью в народе и воплощал в себе образ «старой Пруссии». Он умер после непродолжительной болезни в год трёх императоров 9 марта 1888 года в Старом дворце на Унтер-ден-Линден и был похоронен 16 марта в Мавзолее Шарлоттенбургского дворца.
В своих мемуарах Бисмарк описывал Вильгельма как старомодного, вежливого и обходительного джентльмена и истинного прусского офицера, с большим чувством здравого смысла, но поддающегося «женскому влиянию».

## Семья
В 1829 году Вильгельм женился на принцессе Августе Саксен-Веймар-Эйзенахской (1811—1890), дочери великого герцога Карла Фридриха Саксен-Веймарского и великой княгини Марии Павловны.
У них родилось двое детей:
- Фридрих III (1831—1888), следующий король Пруссии;
- Луиза (1838—1923), в 1856 году вышла замуж за Фридриха I, великого герцога Баденского.

## Воинские звания
- 22 марта 1807 — прапорщик
- 24 декабря 1807 — секунд-лейтенант
- 12 июня 1813 — премьер-лейтенант
- 30 октября 1813 — капитан
- 30 мая 1814 — майор
- 30 марта 1817 — полковник
- 30 марта 1818 — генерал-майор
- 18 июня 1825 — генерал-лейтенант
- 10 сентября 1840 — генерал пехоты
- 1 марта 1854 — генерал-полковник пехоты в должности генерал-фельдмаршала

## Награды

### Германская империя[11]
Королевство Пруссия
- Орден Чёрного орла
- Орден Красного орла 1-й степени
- Орден «Pour le Mérite» (27.07.1849, дубовые листья — 04.08.1866, Большой крест — 11.11.1866)
- Орден Дома Гогенцоллернов, великий командор
- Большой крест Железного креста (04.12.1871)
- Железный крест 1-го класса
- Железный крест 2-го класса
- Орден Короны 1-го класса
- Орден Святого Иоанна Иерусалимского

Герцогства Ангальт-Бернбург, Ангальт-Дессау, Ангальт-Кётен
- Династический орден Альбрехта Медведя (1841)[12]

Королевство Бавария
- Орден Святого Губерта (1842)[13]
- Военный орден Максимилиана Иосифа, большой крест

Великое герцогство Баден
- Орден Верности, большой крест
- Орден Военных заслуг Карла Фридриха, большой крест
- Орден Церингенского льва, большой крест

Герцогство Брауншвейг
- Орден Генриха Льва, большой крест

Королевство Вюртемберг
- Орден Вюртембергской короны, большой крест

Великое герцогство Гессен
- Орден Людвига, большой крест
- Орден Филиппа Великодушного, большой крест

Великое герцогство Мекленбург-Шверин
- Крест «За военные заслуги»

Великое герцогство Ольденбург
- Орден Заслуг герцога Петра-Фридриха-Людвига, большой крест

Герцогства Саксен-Альтенбург, Саксен-Кобург-Гота, Саксен-Мейнинген
- Орден Саксен-Эрнестинского дома, большой крест

Великое герцогство Саксен-Веймар-Эйзенах
- Орден Белого сокола, большой крест

Королевство Саксония
- Военный орден Святого Генриха, большой крест
- Орден Рутовой короны

### Иностранные[11]
Австрийская империя, Австро-Венгрия
- Королевский венгерский орден Святого Стефана, большой крест (1829)[14]

Бельгия
- Орден Леопольда I, большой крест[15]

Бразильская империя
- Орден Южного Креста, большой крест

Британская империя
- Орден Подвязки (01.01.1857)[16]
- Орден Бани, большой крест (12.04.1861)[17]

Королевство Гавайи
- Орден Камехамехи I, большой крест (1876)

Королевство Ганновер
- Орден Святого Георгия
- Королевский Гвельфский орден, большой крест

Ландграфство Гессен-Кассель
- Орден Золотого льва

Королевство Греция
- Орден Спасителя, большой крест

Дания
- Орден Слона (27.02.1841)[18]

Испания
- Орден Золотого руна (1853)[19]

Герцогство Нассау
- Орден Золотого льва Нассау

Нидерланды
- Военный орден Вильгельма, большой крест
- Орден Нидерландского льва, большой крест

Королевство обеих Сицилий
- Орден Святого Януария
- Орден Святого Фердинанда и заслуг, большой крест

Королевство Португалия
- Тройной орден
- Орден Башни и Меча, большой крест

Российская империя
- Орден Святого апостола Андрея Первозванного (20.06.1817)
- Орден Святого Георгия 1-й степени (26.11.1869)
- Орден Святого Георгия 4-й степени (03.08.1814)
- Орден Святого Владимира 1-й степени (30.08.1834)[20]
- Орден Святого Александра Невского (20.06.1817)
- Орден Святой Анны 1-й степени (20.06.1817)[21]
- Орден Белого орла (Царство Польское, 1829)

Сардинское королевство, Королевство Италия
- Высший орден Святого Благовещения (1850)
- Орден Святых Маврикия и Лазаря, большой крест (1850)
- Орден Короны Италии, большой крест
- Золотая медаль «За воинскую доблесть» (1866)[22]

Сиам
- Орден Королевского дома Чакри (01.09.1887)

Французская империя
- Орден Почётного легиона, большой крест (14.05.1857)[23]

Шведско-норвежская уния
- Орден Серафимов (08.01.1847)
- Орден Карла XIII
- Орден Полярной звезды

## Памятники Вильгельму I
Ни одному другому монарху не было воздвигнуто так много памятников, как Вильгельму I. Первая конная статуя тогда ещё только короля Пруссии Вильгельма была создана берлинским скульптором Фридрихом Драке в 1867 году. Национальный памятник кайзеру Вильгельму в Берлине был установлен у Городского дворца в 1897 году. Прусский институт памятников насчитал 63 скульптурных изваяния, изображающих кайзера на коне, 231 — стоящим, 5 — сидящим и 126 бюстов Вильгельма I. Одна из самых монументальных статуй находится в городе Кобленце, у слияния рек Мозеля и Рейна (см. Немецкий угол).
- Памятник Вильгельму I на мосту Гогенцоллернов в Кёльне
- Памятник Вильгельму I перед Кёнигсбергским замком, работа Фридриха Ройша 1894 года, после Второй мировой войны переплавлен
- Памятник Вильгельму I в Билефельде (фото 1908 года, арх.В. фон Теттау,  монумент не сохранился)
- Памятник императору Германии Вильгельму I в Бреслау на архивной открытке, уничтожен
- Памятник Вильгельму I (Данциг), уничтожен